# Doãn Thiện Đạo
Đây là một tên người Triều Tiên, họ là Yun.
Yun Seon-do (22 tháng 6 năm 1587 - 11 tháng 6 năm 1671), tên tự là Ước Nhi (약이 約而 Yag-i), hiệu là Cô Sơn (고산 孤山 Gosán "trái núi cô độc"), Hải Ông (해옹 海翁 Haeong), là là một nhà Nho, học giả, soạn giả, nhà thơ nổi tiếng, quan lại nhà Triều Tiên. Ông còn là nhà luận chiến và thành viên của phái Nam Nhân (남인 南人).

## Tiểu sử
Yun Seon-do sinh năm 1587, trong một gia đình danh giá ở Seoul. Năm lên 11 tuổi ông được cho vào chùa học. đọc nhiều sách về kinh sử, y dược, chiêm thuật, âm dương địa lý v.v... Năm 17 tuổi cưới vợ và tiếp tục nghiên cứu các tác phẩm kinh điển, mà đặc biệt là triết học của Chu Hi. Sau này ông vẫn dạy cho con mình học kỹ môn học này vì sự thịnh vượng của gia đình và dòng họ. Năm 1612 ông thi đậu tiến sĩ và bắt đầu thăng tiến trong sự nghiệp nhưng do tính tình khẳng khái, ông tố cáo một số vị quan tham nhũng nên bị đày đi Gyeongwon ở tỉnh Hamgyeong và Gijang ở tỉnh Gyeongsang. Sau này, đến năm 1623, nhân sự kiện vua Gwanghaegun bị lật đổ, vua Injo (Nhân Tổ) được đưa lên ngôi thì ông mới được trả tự do.
Năm 1633, Yun Seon-do tham gia kỳ thi tuyển chọn quan văn và đỗ trạng nguyên ở tuổi 47. Tiếp đó, ông từng làm quan cai quản địa phương, chăm lo cho dân vùng Seongsan tỉnh Gyeongsang nhưng sau lại bỏ chức, về sống ẩn dật ở nơi thôn dã. Đến khi cuộc chiến năm Bính Tý (1636) nổi lên với sự xâm lược của nhà Thanh, ông đã kéo theo các nghĩa binh và nô lệ đi ra đảo Ganghwa. Tuy nhiên, trên đường đi, nghe tin vua Injo đã đầu hàng nên ông đã quay thuyền đi về phía đảo Jeju. Nhưng rồi thuyền của ông gặp sóng to gió lớn, phải dừng chân ở đảo Bogil và ông đã chọn luôn đây làm nơi ẩn cư trong một quãng thời gian dài.
Phần lớn cuộc đời 85 năm của đời mình ông sống ở nơi thôn dã, đã suy ngẫm về cuộc đời và đã dâng hết đời mình cho thơ ca.

## Thơ ca
Yun Seon-do được coi là bậc thầy vĩ đại nhất của thể loại thơ SIJO (thời điệu) trong văn học Hàn Quốc. Tác phẩm nổi tiếng nhất của ông là Ngư phủ tứ thời từ (Thơ về bốn mùa của người đánh cá) là một tập thơ cổ tả cảnh sắc bốn mùa của một nhà thông thái ở ẩn ven biển. Tập thơ có 40 bài này thể hiện sự hòa nhập công việc và đời sống của con người với dòng chuyển động của thời gian. Nhà thơ chiêm nghiệm về cuộc sống ở ẩn, tránh xa mọi sự bon chen nơi chính trường. Ngư phủ - đấy là hình bóng cổ xưa của nhà thông thái sống hòa mình với thiên nhiên. Tác phẩm này đã được Nguyễn Viết Thắng dịch ra tiếng Việt, cốt truyện và tâm trạng chung của nó gợi cho ta nhớ đến Ông già và biển cả của Ernest Hemingway.

## Tác phẩm
- Gosansunsaengyugo(고산선생유고, 孤山先生遺稿)
- Byuljip(별집, 別集)
- Yakhwaje(약화제, 藥和劑)
- Chubangjeonsunchangyak(처방전선창약, 癬瘡藥)
- Hwaechungyak(회충약, 蛔蟲藥)
- Haesuyak(해수약, 咳嗽藥)
- Bokhakshinbang(복학신방, 腹학神方)
- Wooyukshinbang(우역신방, 牛疫神方)
- Ohseonjubang(오선주방, 五仙酒方)